# Liriomyza eupatoriella
Liriomyza eupatoriella este o specie de muște din genul Liriomyza, familia Agromyzidae, descrisă de Spencer în anul 1986. Conform Catalogue of Life specia Liriomyza eupatoriella nu are subspecii cunoscute.